# Tim Walter
Tim Laszlo Walter (* 8. November 1975 in Bruchsal) ist ein deutscher Fußballtrainer.

## Karriere

### Anfänge im Jugendbereich
Walter war als Amateurspieler unter anderem beim ASV Durlach in der Verbandsliga Baden aktiv.
Seine Trainerkarriere begann Walter in der Saison 2006/07 als Co-Trainer von Markus Kauczinski bei den A-Junioren (U19) des Karlsruher SC. Von 2007 bis 2013 trainierte er die C1-Junioren (U15) des KSC. Zur Saison 2013/14 übernahm er die B1-Junioren (U17), mit der er in der Staffel Süd/Südwest der B-Junioren-Bundesliga den 5. Platz belegte. In der Saison 2014/15 war er Cheftrainer der U19-Mannschaft in der A-Junioren-Bundesliga. Mit den späteren Profis Marin Šverko, Matthias Bader, Jannik Dehm, Niklas Hoffmann, Boubacar Barry, Marvin Mehlem und Nicolas Wähling erreichte er den 2. Platz in der Staffel Süd/Südwest, der zur Teilnahme an der Endrunde um die deutsche Meisterschaft berechtigte. Dort scheiterte die Mannschaft im Halbfinale am späteren Meister FC Schalke 04.
Zur Saison 2015/16 wechselte der 39-Jährige für eine Ablösesumme in Höhe von 200.000 Euro zum FC Bayern München und wurde Cheftrainer der U17-Mannschaft. Mit ihr wurde er in der Saison 2016/17 deutscher Meister. Zu seiner Mannschaft zählten unter anderem Lars Lukas Mai, Franck Evina, Oliver Batista-Meier und Christian Früchtl.
Zur Saison 2017/18 wurde Walter als Nachfolger von Danny Schwarz Cheftrainer der zweiten Mannschaft, mit der er Vizemeister der viertklassigen Regionalliga Bayern wurde. Parallel absolvierte Walter die Ausbildung zum Fußballlehrer an der Hennes-Weisweiler-Akademie, die er im März 2017 erfolgreich abschloss.

### Erste Stationen im Profibereich
Zur Saison 2018/19 wurde Walter Cheftrainer des Zweitligisten Holstein Kiel. Er unterschrieb einen Vertrag bis zum 30. Juni 2020 und folgte auf Markus Anfang, der zum 1. FC Köln gewechselt war. Er erreichte mit der Mannschaft, die im Vorjahr als Aufsteiger den 3. Platz erreichte, die Relegation verlor und mit Dominick Drexler, Rafael Czichos und Marvin Ducksch ihre besten Spieler verlor, den 6. Platz.
Zur Saison 2019/20 übernahm Walter den VfB Stuttgart als Nachfolger des Interimstrainers Nico Willig. Er unterschrieb beim Bundesliga-Absteiger einen Zweijahresvertrag. In der Hinrunde belegte die Mannschaft ab dem 3. Spieltag immer mindestens Rang 3, verlor jedoch auch fünfmal, so mit 2:6 in Hamburg. Ende Dezember 2019 wurde Walter schließlich entlassen.

### Hamburger SV
Nach rund eineinhalb Jahren ohne Anstellung übernahm Walter zur Saison 2021/22 den Hamburger SV, der zuvor zum dritten Mal in Folge auf dem 4. Platz den Aufstieg in die Bundesliga verpasst hatte. Der 45-Jährige unterschrieb einen Vertrag bis zum 30. Juni 2023 und folgte auf den Interimstrainer Horst Hrubesch. Unter Walter startete der HSV zunächst mäßig in die Saison und spielte bis zum 13. Spieltag 8-mal unentschieden. Jedoch wurde bis dahin nur das Stadtderby gegen den FC St. Pauli verloren, sodass die Aufstiegsplätze in Reichweite blieben. Nach 3 Siegen aus den letzten 4 Spielen schloss die Mannschaft, die die beste Defensive stellte und die wenigsten Niederlagen (2) hatte hinnehmen müssen, die Hinrunde mit 29 Punkten auf dem 3. Platz ab. In der Rückrunde gelangen zunächst Siege gegen die Aufstiegskonkurrenten, ehe derselbe Leistungseinbruch erfolgte, der dem HSV in den 3 Spielzeiten zuvor den Aufstieg gekostet hatte. Nach der 6. Saisonniederlage am 29. Spieltag war der Relegationsplatz 7 Punkte entfernt. Durch 5 Siege aus den letzten 5 Spielen erreichten die Hamburger mit 60 Punkten noch den 3. Platz, was bis dahin die beste Platzierung in der 2. Bundesliga (seit 2018) bedeutete. In der Relegation gegen Hertha BSC gewann der HSV das Hinspiel im Berliner Olympiastadion zwar mit 1:0, verlor aber das Rückspiel mit 0:2 und verblieb damit in der Liga. Im DFB-Pokal zog der HSV in das Halbfinale ein, schied dort aber gegen den SC Freiburg aus.
Die Hinrunde der Saison 2022/23 schloss der HSV mit 34 Punkten auf dem 2. Platz ab. Im Gegensatz zur Vorsaison spielte die Mannschaft bis dahin nur einmal unentschieden und konnte 11 Siege holen; jedoch verlor man bereits 5-mal (in der gesamten Vorsaison 6 Niederlagen). In der Winterpause verlängerten Walter und der HSV um Sportvorstand Jonas Boldt seinen zum Saisonende auslaufenden Vertrag um ein Jahr bis zum 30. Juni 2024. Am letzten Spieltag rutschte der HSV noch hinter Heidenheim und Darmstadt auf den Relegationsrang. Die Relegationsspiele gegen den VfB Stuttgart gingen verloren. T-Online analysierte, ein Faktor für das Scheitern der Mannschaft sei Trainer Walter gewesen. Er habe den Klub durch das Äußern von „Aufstiegsparolen“ immer wieder angreifbar gemacht. So richtete Walter beispielsweise die Worte „Die, die sagen, HSV, immer 2. Liga‘, die wissen nicht, dass wir nächstes Jahr in der 1. Liga spielen.“ an die Anhänger des Karlsruher SC, nachdem der Hamburger SV dort Mitte März 2023 mit 2:4 verloren hatte.
Die Hinrunde der Saison 2023/24 schloss der HSV mit 31 Punkten auf dem 3. Platz ab, wobei der Rückstand auf einen direkten Aufstiegsplatz zwei Punkte betrug. Während im heimischen Volksparkstadion bis auf eine 1:2-Niederlage alle Spiele gewonnen worden waren, präsentierte man sich auswärts mit 10 Punkten aus 9 Spielen eher formschwach. Daher wurden die Diskussionen um Walter wieder lauter. Sportvorstand Boldt entschied sich kurz vor Weihnachten 2023 dazu, an Walter festzuhalten. Dieser erhielt jedoch den Auftrag, durch Anpassungen defensiv stabiler zu stehen. Aus den ersten vier Spielen der Rückrunde holte der HSV zwei Auswärtssiege, verlor aber beide Heimspiele jeweils mit 3:4 (somit verlor der HSV die letzten drei Heimspiele mit insgesamt 10 Gegentoren). Dies führte zur Freistellung Walters im Februar 2024. Boldt begründete die Entscheidung folgendermaßen: „Unsere Leistungsschwankungen in den zurückliegenden Spielen waren zu groß und uns fehlt die volle Überzeugung, dass wir die nötige Balance und Stabilität in unserem Spiel in dieser Konstellation nachhaltig in den nächsten Wochen erreichen werden.“ Der HSV stand zu diesem Zeitpunkt nach dem 21. Spieltag mit 37 Punkten auf dem 3. Platz und hatte wie schon zur Winterpause zwei Punkte Rückstand auf einen direkten Aufstiegsplatz. Zudem hatte man bereits sechs Saisonniederlagen und 31 Gegentore kassiert.

### Hull City
Zur Saison 2024/25 übernahm Walter den englischen Zweitligisten Hull City als Nachfolger von Liam Rosenior. Die Mannschaft startete mit zwei Punkten aus den ersten fünf Spielen schlecht in die Liga und schied zudem in der ersten Runde des EFL Cups aus. Durch anschließend drei Ligasiege in Folge konnte sich Hull City stabilisieren. Darauf folgten neun sieglose Spiele mit zuletzt vier Niederlagen in Folge. Daher trennte sich der Verein Ende November 2024 wieder von Walter, als man mit 15 Punkten aus 17 Spielen auf einem Abstiegsplatz stand.

## Titel
- Deutscher B-Junioren-Meister: 2017 (FC Bayern München)
- Meister der B-Junioren-Bundesliga Süd/Südwest: 2017 (FC Bayern München)

## Privates
Walter wuchs in Stutensee im Landkreis Karlsruhe auf und studierte Sportwissenschaften. Durch einen Großvater hat er ungarische Wurzeln und spricht „ein paar Brocken“ Ungarisch. Er ist seit Juli 2008 mit der früheren Mannheimer Hockey-Bundesligaspielerin Katrin Rummer verheiratet und hat drei Kinder.